# ハプログループR (Y染色体)
ハプログループR (Y染色体)（ハプログループR (Yせんしょくたい)英: Haplogroup R-M207 (Y-DNA)）とは、分子人類学で用いられる、人類の父系を示すY染色体のハプログループ（型集団）の分類で、一塩基多型が「M45」を祖型とし「M207」以下の系統に位置すると定義されるものである。

## 起源
Y染色体のハプログループRは、中央アジアからコーカサス地方にかけてのいずれかで、約19,000から27,000年前にハプログループK2の子系統であるハプログループPから誕生した。 ハプログループRはその後、環境の変化などに伴って移動を開始し、中央アジアやヨーロッパで最も一般的に分布している系統である。またインド、エジプトやカメルーンでも分布が確認されている。ハプログループRは、早期に分岐したと考えられる姉妹グループR1系統（R-M173）とR2系統（R-M479）があるが、その大多数がR1系統（R-M173）の下流に属している。

## 分布

### R*
ブルショー人、パシュトゥーン人で10%、カラシュ人で6%みられる。シベリアの24,000年前のマルタ・ビュレット文化の人骨から発見されている。

### R1

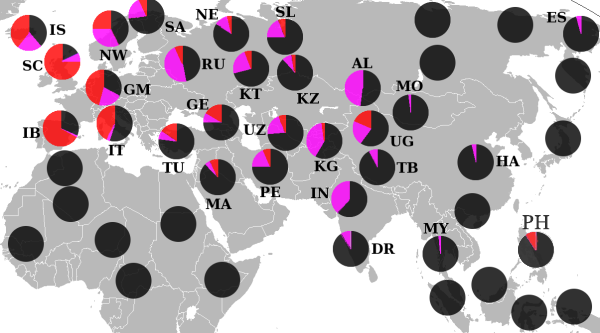
ハプログループR1aとR1bの分布頻度。ピンクがR1a、赤がR1b

R1系統（R-M173）は、最終氷河期の後に拡散を開始したと考えられ、ヨーロッパや中央アジア等、西ユーラシアでは非常に一般的に分布している。また、大航海時代以降、南北アメリカ大陸やオセアニア地域にも多数進出し、現在においては東ユーラシア系であるハプログループOと並んで地球上で最も多く見られる系統となっている。
R1系統（R-M173）の下流に属するサブグループとしては、ハプログループR1a（R-M420）や、ハプログループR1b（R-M343）に大別される。

#### R1a

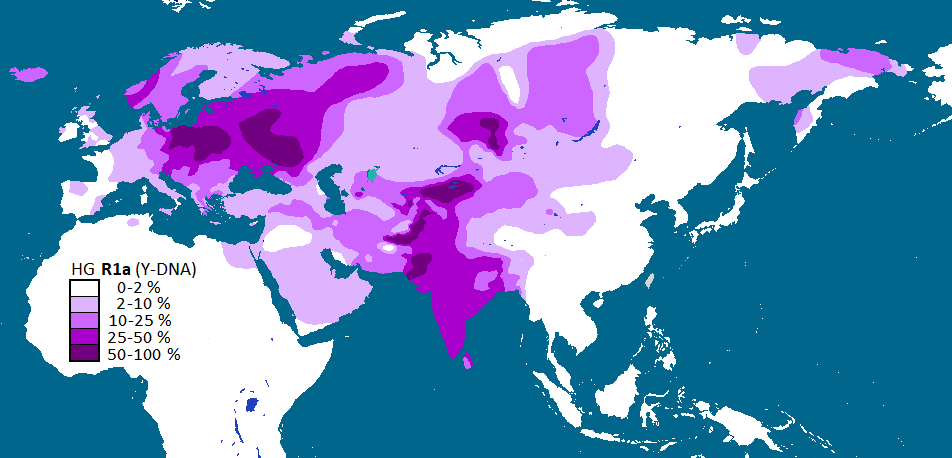
ハプログループR1aの分布

ハプログループR1aはインド北部から中央アジアや東ヨーロッパに高頻度に分布していることから、インド・ヨーロッパ語族のサテム語の担い手と考えられる。

#### R1b

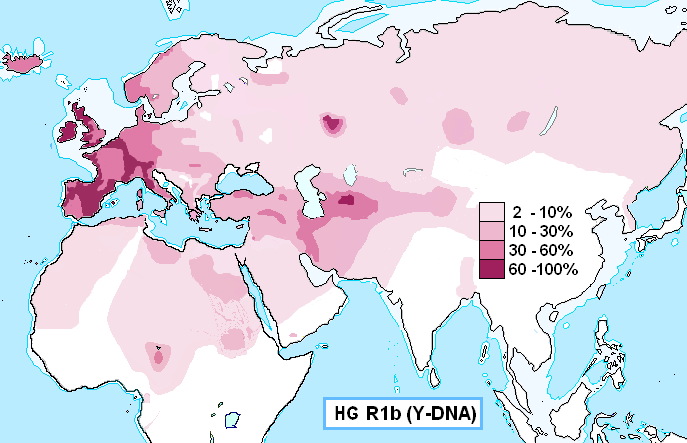
ハプログループR1bの分布図

ハプログループR1bは西ヨーロッパと南ヨーロッパに顕著に分布している系統であり、バスク人やケルト系民族に80%以上の高頻度に見られる。印欧語族ケントゥム語の担い手と考えられる。大航海時代以降の人種の流動に伴って、南北のアメリカ大陸やオーストラリア大陸にも分布の範囲を拡大した。またバシキール人にも86%の高頻度である。この流れとは別に、古代にもアフリカ内陸部へ移動したR1b系統の一集団があったと見られ、ハプログループR-V88に定義づけられる分岐系統がチャド語派の言語を話すカメルーンの先住民族の間において高濃度で発見されている。

#### アメリカ大陸
北米先住民に見られるR1系統に関しては、コロンブスの大陸発見以降の植民地化によるヨーロッパ人との混血によるものか、有史以前にヨーロッパからの移住した何らかの集団があったものなのか、あるいはシベリア経由でやってきた先住民に由来するものかははっきりと結論が出ていない。北アメリカにおけるR1の分布はミトコンドリアDNAハプログループXと似ていることも興味深い事実である。

かつてはハプログループQが大多数であったアメリカ大陸も、ヨーロッパ人由来の西洋社会となっている今日においては、ハプログループRが最多である。

### R2
ハプログループR2はインドの南部ほど、かつ下位カーストほど高頻度でみられるが、トライブでは逆に低頻度となっている。

## 系統樹
- R*
- R1（M173）
  - R1*
  - R1a（M420）
  - R1b（M343）
- R2（M124）